# Термическое напыление

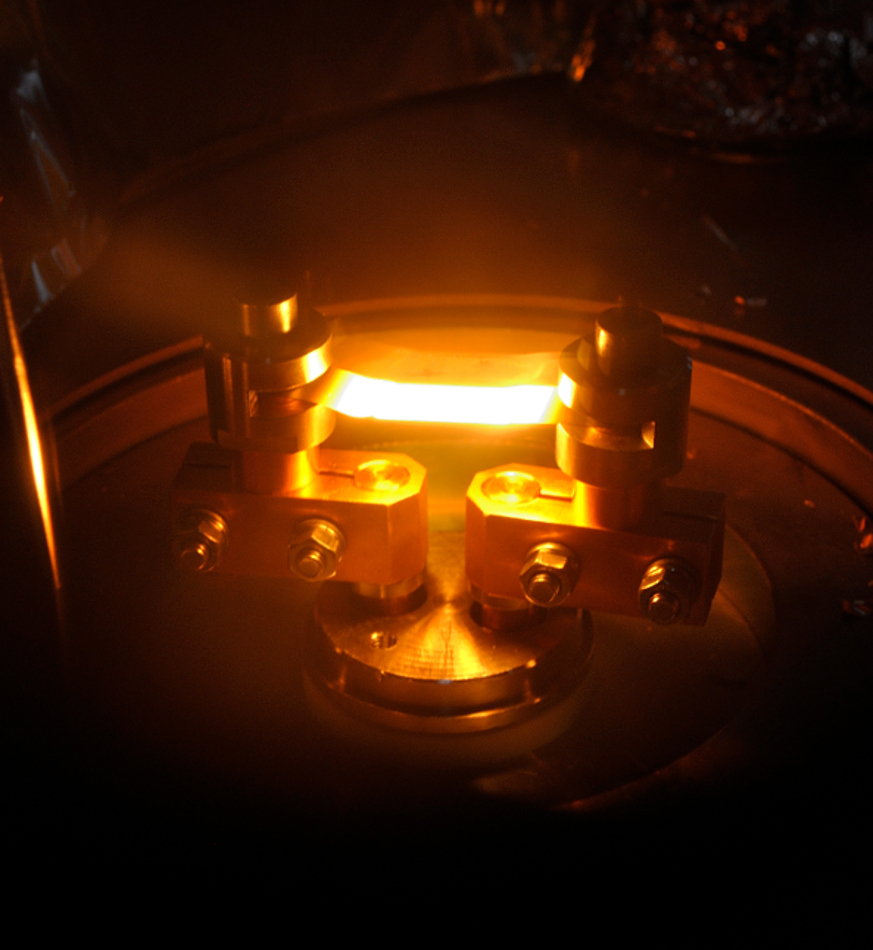
Термическое напыление с резистивного испарителя

Термическое напыление (также известное как термическое испарение) — широко распространённый метод вакуумного напыления. Исходный материал испаряется в вакууме. Вакуум позволяет частицам пара конденсироваться непосредственно на напыляемом изделии (подложке). Термическое напыление используется в микротехнологии и для изготовления таких изделий, как металлизированная пластиковая плёнка или тонированные стёкла.

## Физический принцип
Термическое напыление использует два физических процесса: испарение нагретого исходного материала и конденсацию его на подложке. Похожим образом появляются капли воды на крышке кипящей кастрюли. Тем не менее, ключевым для процесса напыления является то, что он происходит в вакууме.
В высоком вакууме длина свободного пробега испарённых частиц больше расстояния до подложки, и они могут попадать на неё без рассеяния на молекулах остаточного газа (в отличие от приведённого выше примера с кастрюлей, где водяной пар должен сначала вытеснить из-под крышки воздух). При обычно используемом давлении 10−4 Па, частица диаметром 0,4 нм имеет длину свободного пробега 60 м. За счёт отсутствия столкновений, частицы испарённого материала сохраняют высокую температуру, что обеспечивает их необходимую подвижность для формирования на подложке плотного слоя. Вакуум также является защитной средой, позволяющий производить испарение химически активных материалов без нарушения их химического состава.
Испарённый материал осаждается неравномерно, если подложка имеет неровную поверхность, как это часто бывает с интегральными схемами. Поскольку испарённые частицы попадают на подложку преимущественно с одного направления, выступающие детали рельефа препятствуют попаданию материала на некоторые участки поверхности. Это явления называется «маскированием» или «затенением».
Если попытаться произвести процесс напыления при плохом вакууме, полученное покрытие будет, как правило, неоднородным, пористым из-за газовых включений и неспло́шным. Цвет покрытия будет отличаться от чистого материала и поверхность будет матовой (шероховатой) вне зависимости от гладкости подложки. Химический состав будет также отличаться от исходного за счёт образования оксидов, гидрооксидов и нитридов.
Недостатком метода является сложность напыления материалов сложного состава из-за фракционирования, происходящего благодаря разнице в давлениях пара компонентов. Этого недостатка лишён, например, метод магнетронного распыления.

## Оборудование

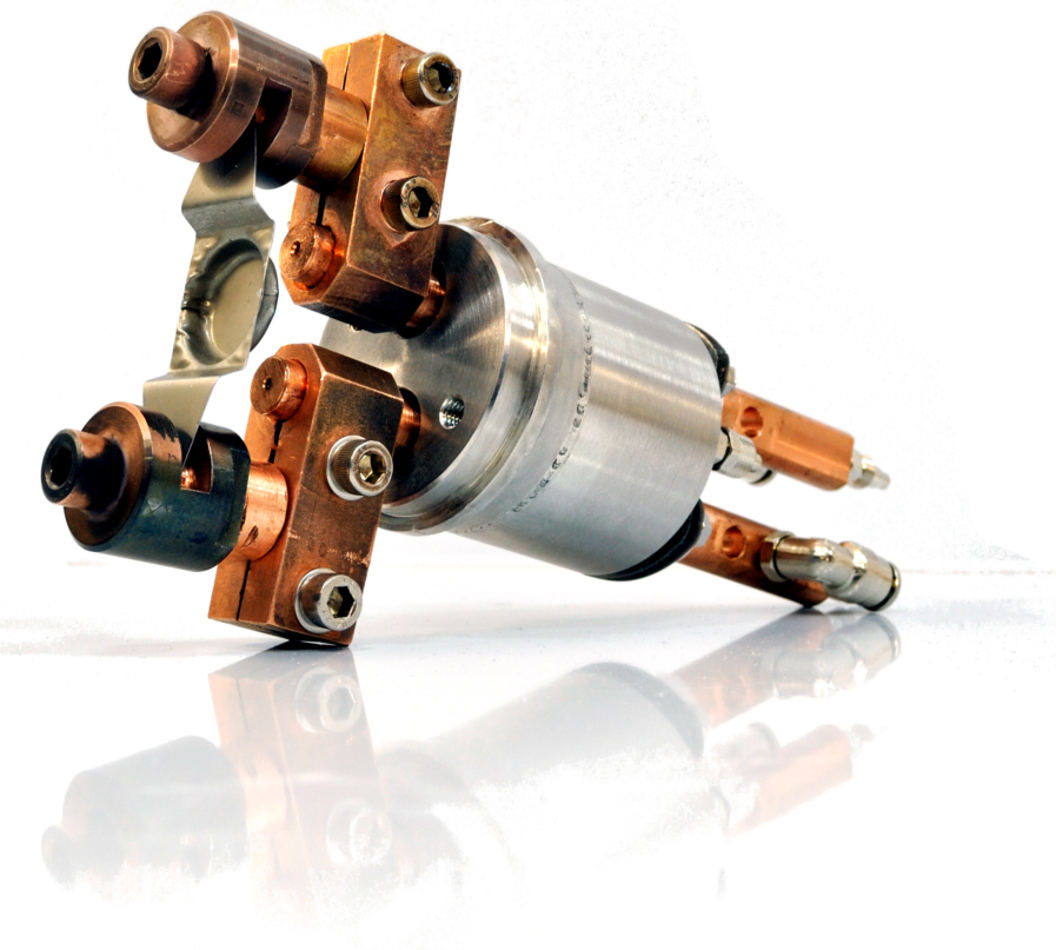
Испаритель для термического напыления материалов. Видны медные водоохлаждаемые тоководы, вакуумный ввод и молибденовая лодочка.

Система термического напыления включает в себя, как минимум, вакуумную камеру, в которой поддерживается высокий вакуум специальной откачной системой, подложку и источник тепла, передаваемого испаряемому материалу. В качестве источника тепла могут использоваться:
- резистивные испарители[1], представляющие собой выполненную из проводящей керамики или тугоплавкого металла «лодочку» (называемую так благодаря своей форме), сквозь которую пропускается электрический ток, разогревающий её. Испаряемый материал помещается в углубление лодочки, где и испаряется (не обязательно из жидкой фазы). Недостаток этого метода − ограниченный запас материала, лимитированный размерами лодочки. Частный случай — напыление с проволочных нагревателей, на которых испаряемый материал удерживается за счёт сил поверхностного натяжения. Применяется для напыления алюминия.
- тигель с косвенным нагревом, электронным или индукционным. В первом случае нагрев осуществляется электронным потоком, поступающим на тигель с кольцевого катода, расположенного вокруг тигля, во втором − вихревыми токами в самом тигле, возбуждаемыми индуктором.
- электронный луч[2]. В этом случае материал может нагреваться и испаряться локально, оставаясь в основной своей массе холодным, что позволяет иметь очень большой запас материала в тигле. Разновидность этого метода − испарение из «автотигля», когда материал помещается в охлаждаемый тигель, вдоль стенок формируется слой твёрдой фазы, защищающей тигель от воздействия жидкого металла. Такой метод используется, например, для испарения алюминия, в жидком виде чрезвычайно агрессивного к большинству материалов.
- лазерная абляция. Материал испаряется за счёт нагрева в фокусе лазерного луча большой мгновенной мощности[3]. Температура в пятне нагрева может быть достаточно высокой для образования изотермической плазмы, то есть испарённые частицы материала ионизуются. Метод позволяет испарять тугоплавкие металлы и материалы сложного состава.

Разновидностью резистивного метода является взрывное испарение (испарение «вспышкой»), применяемое для испарения материалов сложного состава. Температуру лодочки поддерживают существенно выше необходимой для испарения компонента с наименьшим давлением пара, а материал подают в виде порошка или гранул при помощи специального дозирующего устройства. В результате мелкие крупинки порошка испаряются практически мгновенно, и все компоненты достигают подложки одновременно, сохраняя исходную стехиометрию.
Для обеспечения равномерности напыления используют различные варианты вращающихся подложкодержателей. Как правило также установка оснащается системой ионной очистки подложек или нагревателем для обеспечения требуемой чистоты поверхности и адгезии.

## Особенности
- Чистота осаждённого покрытия зависит от качества вакуума и состава исходного материала.
- При данном давлении чистота плёнки будет выше при большей скорости напыления, поскольку выше отношение потоков испаряемого материала и остаточных газов.
- Толщина плёнки зависит от геометрии напылительной системы.
- Проволочные испарители не могут применяться для напыления толстых плёнок, поскольку существует ограничение на количество материала, которое способно удержаться на них. Лодочки позволяют иметь больший запас материала, а электроннолучевой метод — практически неограниченный.
- Метод испарения является наиболее быстрым и обладающим наибольшим КПД из всех методов напыления.
- Не все материалы могут напыляться методом термического испарения. Тугоплавкие металлы имеют слишком низкое давление пара и требуют очень высокой температуры для испарения. Многие соединения разлагаются при меньшей температуре, чем начинают испаряться, даже при низких давлениях.
- Наибольшей гибкостью обладает электроннолучевой метод, позволяющий гибко распределять тепловую мощность по нескольких объектам нагрева и получать таким образом плёнки управляемого состава.

## Применение

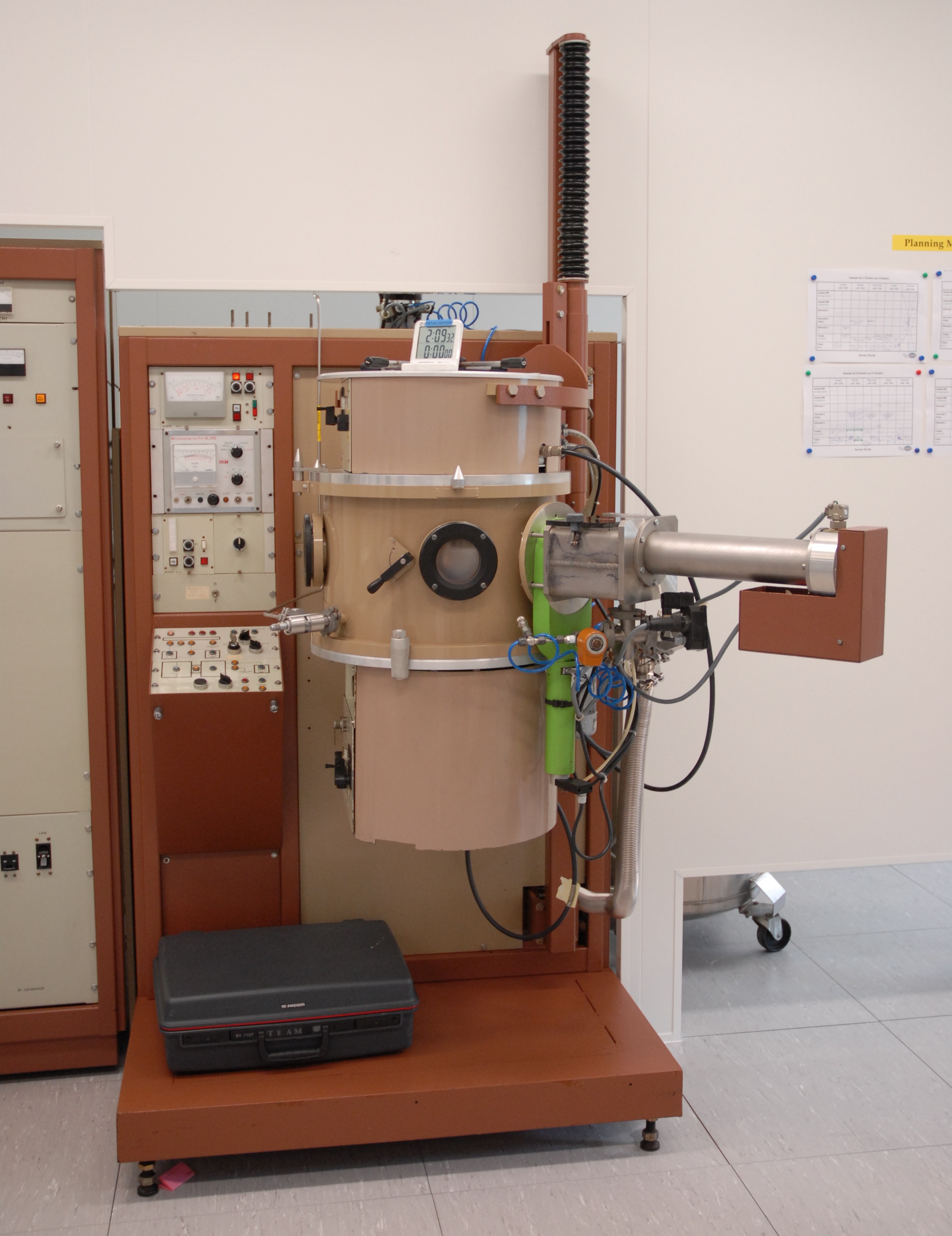
Установка для нанесения металлических слоёв методом термического испарения

Примером применения термического напыления является производство металлизированной полиэтиленовой упаковочной плёнки. Как правило, алюминиевый слой в этом материале настолько тонок, что практически прозрачен, но тем не менее эффективно препятствует проникновению сквозь плёнку кислорода и водяного пара. В микротехнологии термическое напыление применяется для напыления слоёв металлизации. В оптике — для напыления просветляющих или отражающих покрытий. В производстве плоских дисплеев — для напыления прозрачных проводящих слоёв.

## Сравнение с другими методами напыления
- Альтернативные способы нанесения покрытий, такие как распыление или химическое осаждение из газовой фазы позволяют получить более сплошные плёнки и большее запыление боковых граней. В зависимости от задачи, это может быть как преимуществом, так и недостатком.
- Как правило, распыление — существенно более медленный способ напыления. Кроме того, энергоэффективность испарения близка к идеальной, а распыления — на порядки хуже.
- Распылённые атомы имеют большую кинетическую энергию, что приводит к существенному улучшению качества плёнок, но создаёт риск повреждения подложки. Однако при электроннолучевом испарении отражённые электроны и тормозное рентгеновское излучение также могу повреждать подложку.